# یوشیوکی موموسه
یوشی‌یوکی موموسه (انگلیسی: Yoshiyuki Momose؛ زادهٔ ۲۹ نوامبر ۱۹۵۳) پویانما، فیلم‌نامه‌نویس، و کارگردان فیلم اهل ژاپن است.